# A Tender-Hearted Crook
A Tender-Hearted Crook é um filme mudo norte-americano de 1913, do gênero drama, dirigido por Anthony O'Sullivan.

## Elenco
- Charles West
- Claire McDowell
- Harry Carey
- Hector Dion
- Marion Leonard
- Wilfred Lucas